# 姚开泰
姚开泰（1931年4月11日—），中国病理生理学家。

## 生平
原籍江苏昆山，生于四川南充。1954年毕业于上海第一医学院医疗系。湖南医科大学(今中南大学湘雅医学院)教授、肿瘤研究所所长。1991年当选为中国科学院院士（学部委员）。